# Domenico Fischietti
Domenico Fischietti (* um 1725 in Neapel; † nach 1810 in Salzburg) war ein italienischer Komponist und Kapellmeister.
Er wurde in Neapel geboren und studierte am Konservatorium von Sant’Onofrio Porta Capuana unter der Leitung von Leonardo Leo und Francesco Durante. Seine erste Oper, L’Armindo, wurde 1742 am Teatro dei Fiorentini in Neapel uraufgeführt. 1755 war er in Venedig, um seine Oper Lo speziale (‚Der Apotheker‘) aufzuführen. Im Jahr 1764 zog er nach Prag, wo eine Reihe seiner Opern und sein Oratorium La morte d’Abel aufgeführt wurden. 1766 wurde er Hofkapellmeister und Direktor der Kirchenmusik in Dresden. Hier arbeitete er mit Johann Gottlieb Naumann zusammen. 1772 verließ er Dresden und reiste zunächst nach Wien und dann nach Salzburg, wo er Kapellmeister des Fürsterzbischofs Graf Hieronymus von Colloredo wurde. Im Jahr 1775 komponierte er eine Serenata zur Feier des Besuchs von Erzherzog Maximilian Franz von Österreich; zu demselben Anlass komponierte auch  Mozart seine Oper Il re pastore. Fischietti starb in Salzburg im Jahr 1810 oder später.

## Werke

### Opern
- L’Armindo (Paolo Saracino), commedia per musica (Winter 1742 Neapel, Teatro dei Fiorentini)
- L’Ab(b)ate Collarone (Pietro Trinchera), commese chiamma (Karneval 1749 Neapel, Teatro della Pace); bearbeitet als Le chiajese cantarine (Karneval 1754 Neapel) mit Musik von Nicola Logroscino und Giacomo Maraucci
- Il pazzo per amore, commedia per musica (Karneval 1752 Neapel, Teatro dei Fiorentini)
- La finta sposa (nach C. Fabbriozi, La finta cameriera), commedia per musica (Karneval 1753 Palermo); bearbeitet als La Sulamitide (1753 Florenz)
- Artaserse (Luigi Barnardo Salvoni), dramma per musica (1754 Piacenza)
- Lo speziale (Carlo Goldoni), dramma giocoso (Karneval 1755 Venedig, Teatro San Samuele;); 1. Akt von Vincenzo Pallavicini; 1770 Treviso als Il bottanico novellista
- Solimano (Gianambrogio Migliavaccha); dramma per musica (Karneval 1755 Venedig, Teatro Giustiniani a San Moisè)
- La ritornata di Londra (Carlo Goldoni), dramma giocoso (7. Febr. 1756 Venedig, San Samuele); (20. Juli 1756 Dresden)
- Il mercato di Malmantile (Carlo Goldoni), dramma giocoso (Karneval 1758 Venedig, San Samuele); (~ Sommer 1763 Esterhaza); bearbeitet 1766 in Dresden als Intermezzo
- Il signor dottore (Der Herr Doktor; Carlo Goldoni), dramma giocoso (Herbst 1758 Venedig, San Moisè); unter dem Titel Il dottore (1764 Crema)
- Semiramide (Pietro Metastasio), dramma per musica (Juni 1759 Neapel, Teatro Nuovo)
- La fiera di Sinigaglia (Carlo Goldoni); dramma giocoso (Karneval 1760 Rom, Dame)
- Tetide (1760 Wien)
- Siface (Pietro Metastasio), dramma per musica (Himmelfahrt 1761 Venedig, Sant’Angelo)
- Zenobia (Pietro Metastasio), dramma per musica (1762 Prag)
- L’olimpiade (Pietro Metastasio), dramma per musica (Karneval 1763 Prag)
- La donna di governo (Carlo Goldoni), dramma giocoso (Herbst 1763 Prag)
- Alessandro nell’Indie (Pietro Metastasio), dramma per musica (Karneval 1764 Prag)
- Vologeso, re di Parti (Apostolo Zeno), dramma per musica (4. Okt. 1764 Prag)
- Nitteti (Pietro Metastasio), dramma per musica (1795 Prag)
- Les Metamorphoses de l’amour ou Le Tuteur dupé, intermède (1769)
- Talestri, regina dell’Amazzoni (Maria Antonia Walpurgis von Bayern); opera drammatica (1773 Salzburg)
- L’isola disabitata (Pietro Metastasio), azione per musica (1774 Salzburg)
- Gli orti esperidi (Pietro Metastasio), serenata (1775 Salzburg)
- Il creso (1776 Neapel, Teatro San Carlo)
- Arianna e Teseo (Pietro Pariati), dramma per musica (4. Jan. 1777 Neapel, San Carlo)
- La molinara (Filippo Livigni), dramma giocoso (Karneval 1778 Venedig, San Samuele)

### Oratorien
- Isacco figura del redentore (Pietro Metastasio) (1754)
- La morte d’Abel (Pietro Metastasio) (1763)